# Giulio Corsini
Giulio Corsini (* 28. September 1933 in Bergamo; † 31. Dezember 2009 ebenda) war ein italienischer Fußballspieler und -trainer. Als Aktiver für Atalanta Bergamo, die AS Rom und die AC Mantova aktiv, coachte er später unter anderem Atalanta sowie Lazio Rom.

## Spielerkarriere
Giulio Corsini wurde am 28. September 1933 in der lombardischen Stadt Bergamo in Norditalien geboren. Bereits ab der Jugend streifte er das Trikot des örtlichen Fußballklubs Atalanta über, wo ihm 1953 auch die Aufnahme in die erste Mannschaft gelang. Diese spielte in den Fünfzigerjahren eine durchaus ansprechende Rolle in der ersten italienischen Fußballliga, der Serie A. Und Giulio Corsini konnte sich sehr schnell in der Profimannschaft Atalantas etablieren. Zwischen 1953 und 1957 brachte er es auf insgesamt 130 Einsätze im Ligabetrieb, wobei dem jungen Abwehrspieler zwei Torerfolge gelangen.
Im Sommer 1957 verließ Giulio Corsini Atalanta Bergamo und wechselte in die italienische Hauptstadt zur AS Rom. Für die Roma lief er in der Folge sieben Spielzeiten lang in der Serie A auf und machte in dieser Zeit 145 Ligapartien mit einem Treffer. Seinen größten Erfolg mit der AS Rom feierte Corsini 1961, als im Endspiel gegen den englischen Vertreter Birmingham City der Messestädte-Pokal errungen werden konnte. Dabei konnte sich das Team des argentinischen Trainers Luis Carniglia mit 2:2 und 2:0 gegen die Engländer durchsetzen und den ersten und bis heute auch einzigen internationalen Titel für den Verein holen. Drei Jahre danach wurde auch der italienische Pokalwettbewerb, die Coppa Italia, siegreich gestaltet. Im Endspiel gegen die AC Turin gewann die Roma das Entscheidungsspiel mit 1:0, nachdem das eigentliche Finale torlos zu Ende gegangen war. In diesen beiden Finals war Giulio Corsini jedoch schon nicht mehr dabei, er hatte seinen Stammplatz bei der AS Rom schon geraume Zeit zuvor eingebüßt und saß vornehmlich nur noch auf der Bank.
Im gleichen Jahr wechselte Corsini ein zweites Mal den Arbeitgeber und schloss sich innerhalb der Liga der AC Mantova an. Mit Mantua stieg der Verteidiger jedoch schon in seinem ersten Jahr im Stadio Danilo Martelli aus der Serie A ab, nachdem mit gerade einmal 21 erzielten Punkten der letzte Platz belegt wurde. In der Serie B gelang als Dritter hinter der AC Venedig und der AC Lecco die direkte Rückkehr ins italienische Fußballoberhaus. Zurück in der Serie A wusste Mantova sehr zu überzeugen und rangierte am Ende der Serie A 1966/67 unter Trainer Giancarlo Cadè auf einem respektablen neunten Tabellenplatz. Ein Jahr später folgte jedoch der erneute Abstieg. Im Sommer 1968 beendete Giulio Corsini seine fußballerische Laufbahn im Alter von 35 Jahren im Trikot des AC Mantova.

## Trainerkarriere
Ab 1968 war Giulio Corsini unter Gustavo Giagnoni Co-Trainer bei seinem alten Arbeitgeber AC Mantova und verlebte dort zwei Spielzeiten in der Serie B. Im Sommer 1970 wurde er Nachfolger von Battista Rota als Coach seines Heimatvereins Atalanta Bergamo, der mittlerweile auch in die zweite Liga abgeglitten war. Mit Atalanta wurde Giulio Corsini in der Serie B 1970/71 Zweiter, einzig hinter Mantova, und schaffte die Rückkehr des Vereins in die Serie A. Im gleichen Jahr wurde er als bester Trainer der laufenden Serie-B-Saison ausgezeichnet. Allerdings konnte Corsini seinen Klub nur ein Jahr in der Serie A halten, bereits 1972/73 folgte als Drittletzter der Wiederabstieg. Als dann auch die ersten Spieltage der kommenden Zweitligasaison miserabel liefen, wurde Giulio Corsini nach etwas mehr als drei Jahren in Bergamo und entlassen und durch Heriberto Herrera ersetzt.
Zur Saison 1974/75 wurde Corsini neuer Trainer von Sampdoria Genua, er vermied mit dem Klub allerdings nur sehr knapp den Abstieg in die Serie B, drei Punkte trennten die Mannschaft am Ende vom ersten Absteiger Lanerossi Vicenza. Wenig später übernahm Corsini die Nachfolge des aufgrund seiner Krebserkrankung zurückgetretenen Meistertrainers Tommaso Maestrelli bei Lazio Rom, führte den Verein jedoch geradewegs in den Abstiegskampf. Nach nur sieben Spieltagen wurde Corsini wieder entlassen und der vorläufig wieder genesene Maestrelli kehrte auf die Trainerbank Lazios zurück, am Ende der Saison gelang gerade so aufgrund des besseren Tordifferenz der Klassenerhalt.
Bei der AC Cesena war Corsini die ersten drei Spieltage der Saison 1976/77 Trainer, an deren Ende die Mannschaft aus der Serie A abstieg. Generell war die Trainerlaufbahn von Giulio Corsini mittlerweile dem Ende geweiht, es folgten nur noch zwei kurze Intermezzi, zum einen 1979 beim AS Bari und zum Zweiten 1981 nochmal bei Atalanta Bergamo. Danach arbeitete Corsini nicht wieder als Coach einer Mannschaft.

## Erfolge

### Als Spieler
- Messestädte-Pokal: 1×

1960/61 mit dem AS Rom
- Italienischer Pokalsieg: 1×

1963/64 mit dem AS Rom

### Als Trainer
- Aufstieg in die Serie A: 1×

1970/71 mit Atalanta Bergamo
- Serie-B-Trainer des Jahres: 1×

1970/71 als Coach von Atalanta Bergamo